# Stany (Lubusz)
Pour les articles homonymes, voir Stany.
Stany (prononciation : [ˈstanɨ]) est un village polonais de la gmina de Nowa Sól dans le powiat de Nowa Sól de la voïvodie de Lubusz dans l'Ouest de la Pologne.
Il se situe à environ 7 kilomètres au nord-est de Nowa Sól (siège de la gmina et du powiat) et 22 kilomètres au sud-est de Zielona Góra (siège de la diétine régionale).

## Histoire
Au cours du deuxième partage de la Pologne en 1793, le village est annexé par le Royaume de Prusse sous le nom de Aufhalt. (voir Évolution territoriale de la Pologne)
Après la Seconde Guerre mondiale, avec la mise en œuvre de la ligne Oder-Neisse, le village retourne à la Pologne. La population d'origine allemande est expulsée et remplacée par des Polonais.
De 1975 à 1998, le village appartenait administrativement à la voïvodie de Zielona Góra.
Depuis 1999, il appartient administrativement à la voïvodie de Lubusz.
Le village est notamment connu par le pont ferroviaire construit en 1907-1908, détruit en 1945, remis en service de 1955 à 1997 et transformé en pont pour cyclistes dans le cadre d'une véloroute en 2019.